# Semicarbazon

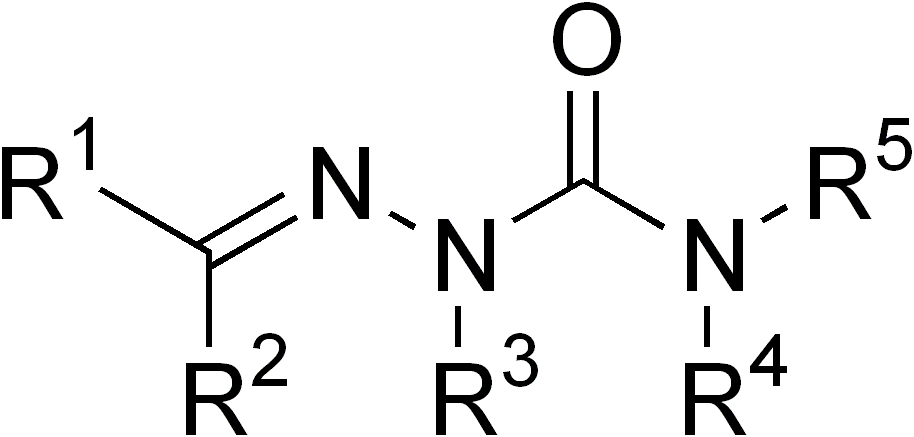
Algemene chemische structuur van semicarbazonen

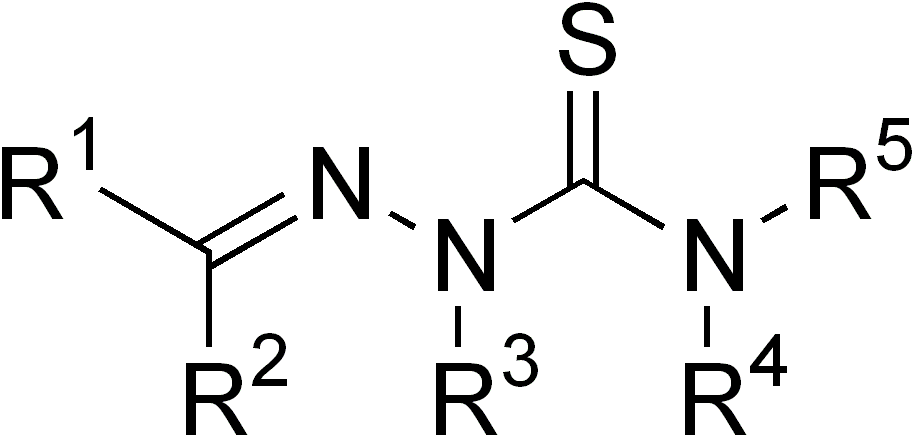
Algemene chemische structuur van thiosemicarbazonen

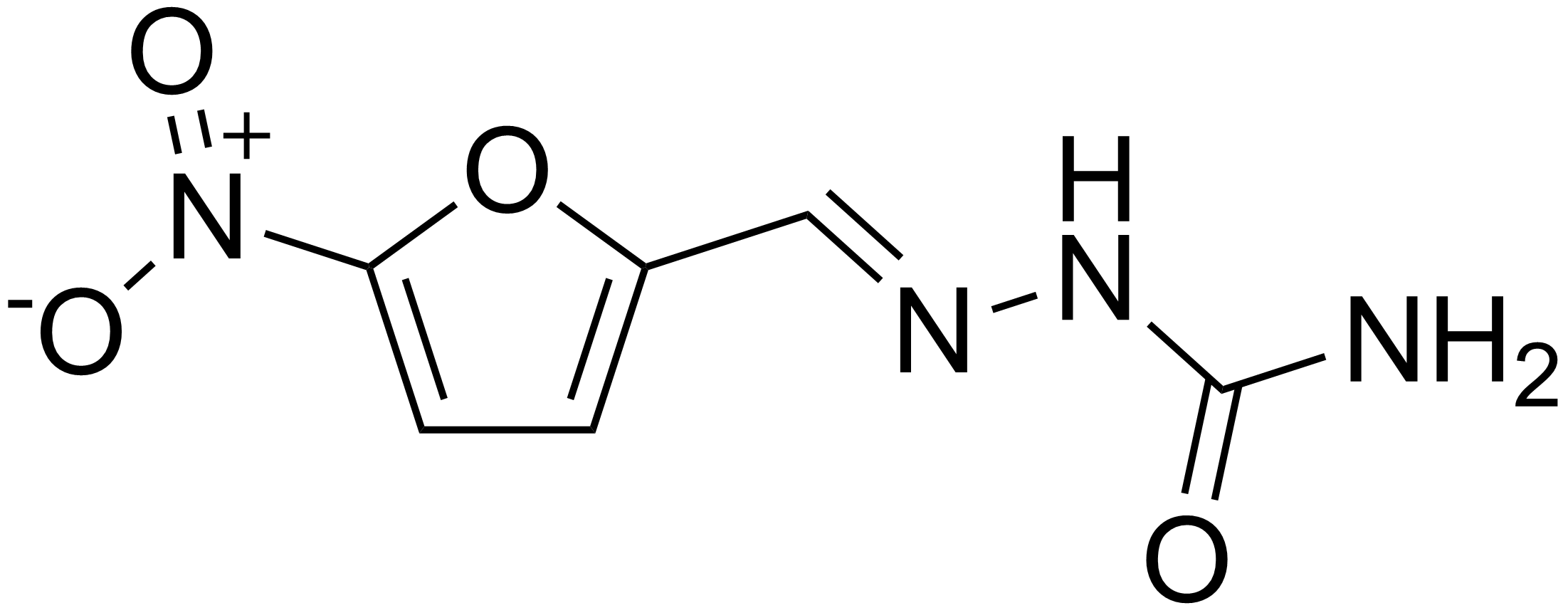
Nitrofurazone is een semicarbazon antibioticum

In de organische chemie is een semicarbazon het derivaat van een aldehyde of een keton, gevormd door een condensatiereactie tussen een aldehyde of een keton en semicarbazide.
Voor ketonen luidt de reactievergelijking:
H2NNHC(=O)NH2 + RC(=O)R → R2C=NNHC(=O)NH2
Voor de aldehyden wordt de reactie:
H2NNHC(=O)NH2 + RCHO → RCH=NNHC(=O)NH2

## Voorbeeld
Het semicarbazon van aceton heeft de structuur (CH3)2C=NNHC(=O)NH2.

## Thiosemicarbazon
Een thiosemicarbazon is een semicarbazon waarin het zuurstofatoom vervangen is door een zwavel-atoom.

## Toepassingen
Van sommige semicarbazonen, zoals nitrofurazone, en thiosemicarbazonen is bekend dat ze actief zijn als anti-virus of anti-kanker reagens, vaak via de koppeling aan koper of ijzer in de cel. Het smeltpunt van de vaak kristallijne, vaste semicarbazonen, werd vroeger gebruikt voor identificatiedoeleinden van de stamverbindingen, de aldehyden of ketonen.